# Крумово (Пловдивская область)
Крумово (болг. Крумово) — село в Болгарии. Находится в Пловдивской области, входит в общину Родопи. Население на 15 сентября 2008 года составляет 3046 человек.
К юго-востоку от села расположен международный аэропорт «Пловдив».

## Политическая ситуация
В местном кметстве Крумово, в состав которого входит Крумово, должность кмета (старосты) исполняет Георги Петров Костадинов («Новые лидеры» (НЛ)) по результатам выборов правления кметства.
Кмет (мэр) общины Родопи — Йордан Георгиев Шишков (Болгарская социалистическая партия (БСП)) по результатам выборов в правление общины.